# Wyatt Allen
Wyatt Allen, ameriški veslač, * 11. januar 1979, Baltimore, Maryland.
Allen je kot član ameriškega osmerca na Poletnih olimpijskih igrah 2004 v Atenah osvojil zlato, na Poletnih olimpijskih igrah 2008 v Pekingu pa bronasto medaljo. 
Končal je srednjo šolo Portland High School in Univerzo v Virginiji.